# Кольонія-Домбрувка
Кольонія-Домбрувка (пол. Kolonia Dąbrówka) — село в Польщі, у гміні Тарлув Опатовського повіту Свентокшиського воєводства.
Населення — 45 осіб (2011).
У 1975-1998 роках село належало до Тарнобжезького воєводства.

## Демографія
Демографічна структура на день 31 березня 2011 року:
|          | Загалом | Допрацездатний вік | Працездатний вік | Постпрацездатний вік |
| -------- | ------- | ------------------ | ---------------- | -------------------- |
| Чоловіки | 22      | 3                  | 14               | 5                    |
| Жінки    | 23      | 4                  | 12               | 7                    |
| Разом    | 45      | 7                  | 26               | 12                   |